# Lemooria burkittii
Lemooria burkittii là một loài thực vật có hoa trong họ Cúc. Loài này được (Benth.) P.S.Short mô tả khoa học đầu tiên năm 1989.